# Publius Ducenius Verres (Konsul 95)
Publius Ducenius Verres war ein im 1. Jahrhundert n. Chr. lebender römischer Politiker.
Durch ein Militärdiplom ist belegt, dass Verres im Jahr 95 zusammen mit Aulus Bucius Lappius Maximus Suffektkonsul war. Auch in den Fasti Ostienses ist er für das Jahr 95 als Amtsträger belegt, wobei nur der erste Teil des Namens („P. Duce[…]“) in der Inschrift erhalten ist. Zusätzlich geht aus den Fasti jedoch hervor, dass Verres von Mai bis einschließlich August im Amt war.
Außerdem taucht Verres vermutlich in der Sammlung von Rechtsfällen des römischen Juristen Publius Iuventius Celsus auf, der im frühen 2. Jahrhundert tätig war. Dort ist sein Name allerdings mit „Ducenius Verus“ wiedergegeben, sodass nicht völlig sicher ist, dass der dort erwähnte Konsul mit dem des Jahres 95 identisch ist. In der Forschung wird diese Gleichsetzung jedoch allgemein angenommen. Die Namensabweichung könnte dadurch entstanden sein, dass der eher ungewöhnliche Name Verres bei einer Abschrift des Textes irrtümlich zu dem verbreiteteren „Verus“ korrigiert wurde. Die Passage des Celsus ist als Zitat in den Digesten des Corpus iuris civilis überliefert und lautet wie folgt:

„CELSUS libro trigesimo sexto digestorum. Pater meus referebat, cum esset in consilio Duceni Veri consulis, itum in sententiam suam […]“

„CELSUS im 36. Buch seiner Digesten. Wie mein Vater berichtete, hat man, als er dem Rat des Konsuls Ducenius Verus angehörte, seiner Meinung in folgendem Fall zugestimmt: […]“

Möglicherweise handelt es sich auch bei dem Publius Ducenius, der inschriftlich als Pontifex für die Jahre 101/102 bezeugt ist und dessen Cognomen nicht erhalten ist, um Publius Ducenius Verres.
Sein gleichnamiger Sohn, Publius Ducenius Verres, war Suffektkonsul im Jahr 124.